# Avenue Georges-Pompidou (Lyon)
Pour les articles homonymes, voir Avenue Georges-Pompidou.
L'avenue Georges-Pompidou, ou rue du Président-Georges-Pompidou, est une voie du quartier de la Villette dans le 3e arrondissements de Lyon, en  France. Elle honore le président de la République française Georges Pompidou (1911-1974).

## Odonymie
La voie est une création nouvelle qui s'articule avec la mise en service de la gare de Lyon-Part-Dieu en juin 1983 et se voit attribuer son nom par délibération du conseil municipal le 17 mai 1982. Elle honore le président de la République française Georges Pompidou (1911-1974).

## Histoire
Deux des principaux auteurs d'ouvrages sur les odonymes lyonnais Louis Maynard et Adolphe Vachet ont écrit leur dictionnaires d'odonymes antérieurement au percement de la voie, respectivement en 1922 et 1902, et ne peuvent évoquer celle-ci. Maurice Vanario évoque les éléments habituels du personnage qu'elle honore sans plus de détails. Seul Jean Pelletier évoque quelques éléments succincts : la voie est ouverte en 1982 dans le « nouveau quartier de la Part-Dieu ». 